# Disgraceful
Disgraceful (произносится «дисгрейсфул») (с англ. Позорный) — дебютный альбом британской поп-группы Dubstar. Выпущен в октябре 1995 года лейблом Food.

## Список композиций
1. «Stars» 	(Hillier) 	4:09

2. «Anywhere» 	(Hillier, Wilkie) 	3:39

3. «Just a Girl She Said» 	(Blackwood, Hillier, Wilkie) 	4:39

4. «Elevator Song» 	(Hillier) 	2:54

5. «The Day I See You Again» 	(Hillier) 	4:20

6. «Week in Week Out» 	(Blackwood, Hillier, Wilkie) 	4:28

7. «Not So Manic Now» 	(Harling, Kirby, Mason, Robinson) 	4:29

8. «Popdorian» 	(Hillier) 	2:53

9. «Not Once, Not Ever» 	(Hillier) 	3:50

10. «St. Swithin’s Day» 	(Bragg) 	4:01

11. Disgraceful 	(Hillier) 	3:50

## Синглы
- «Stars» (12 июня 1995) UK #40
- «Anywhere» (28 августа 1995) UK #37
- «Not So Manic Now» (27 декабря 1995) UK #18
- «Stars» (переиздание) (1996) UK #15
- «Elevator Song» (22 июля 1996) UK #25